# U-21-Fußball-Europameisterschaft 1978
An der U-21-Fußball-Europameisterschaft 1978 beteiligten sich 24 Nationalmannschaften.
Die Ausscheidungsspiele in den acht Qualifikationsgruppen wurden am 3. September 1976 gestartet und am 30. November 1977 abgeschlossen. Das Viertelfinale wurde in der Zeit vom 8. März bis 5. April 1978 und das Halbfinale wurde in der Zeit von 19. April bis 2. Mai 1978 ausgetragen. Die Endspiele um den Titel fanden am 17. und am 31. Mai 1978 statt, wobei sich Jugoslawien gegen die DDR mit einem Gesamtergebnis von 5:4 durchsetzte und damit den Europameistertitel gewann.
Während die DDR bis ins Finale kam, schieden Österreich, das in der Vorrunde in einer Gruppe mit der DDR war, ebenso wie die Schweiz als Gruppenletzte aus. Die Bundesrepublik Deutschland nahm nicht teil.

## Modus
Die 24 Nationalmannschaften wurden in acht Gruppen zu jeweils drei Mannschaften gelost. Die Nationalauswahlen hatten ihre Begegnungen mit Hin- und Rückspiel auszutragen. Die jeweiligen Gruppensieger (gelb gekennzeichnet) waren für das Viertelfinale qualifiziert, ab dem in Hin- und Rückspiel im K.-o.-System bis zum Finale gespielt wurde.

## Teilnehmer
| Gruppe 1 | Gruppe 2  | Gruppe 3   | Gruppe 4   |
| -------- | --------- | ---------- | ---------- |
| Dänemark | Italien   | DDR        | Belgien    |
| Polen    | Luxemburg | Österreich | Bulgarien  |
| Schweden | Portugal  | Türkei     | Frankreich |

| Gruppe 5 | Gruppe 6         | Gruppe 7    | Gruppe 8     |
| -------- | ---------------- | ----------- | ------------ |
| England  | Schottland       | Jugoslawien | Griechenland |
| Finnland | Schweiz          | Rumänien    | Sowjetunion  |
| Norwegen | Tschechoslowakei | Spanien     | Ungarn       |

## Abschneiden der deutschsprachigen Mannschaften

### DDR und Österreich
Die DDR sowie Österreich trafen in der Vorrunde in Gruppe 3 auf die Türkei. Die DDR startete dabei mit einem 1:1-Unentschieden in der Türkei und konnte die restlichen drei Spiele – 6:1 (Wien) und 2:1 (Erfurt) gegen Österreich sowie 4:0 (Magdeburg) gegen die Türkei – gewinnen und sich souverän den Gruppensieg holen. Nachdem Österreich in Wien gegen die Türkei über ein 2:2-Unentschieden nicht hinauskam und sich in der Türkei mit 1:2 geschlagen geben musste, verblieb für die rot-weiß-rote Auswahl nur der letzte Gruppenplatz.

### Schweiz
Der Schweiz gelang in der Vorrundengruppe 6 (Bern) gegen Schottland mit einem 2:0-Sieg ein erfolgreicher Auftakt. Nachdem die restlichen drei Spiele – 0:4 (Budweis) und 0:2 (Zürich) gegen die Tschechoslowakei sowie 1:3 in Schottland – verloren gingen, mussten die Eidgenossen mit dem letzten Platz vorliebnehmen.

## Qualifikation

### Gruppe 1
Tabelle
| Pl. | Land     | Sp. | S | U | N | Tore    | Diff. | Punkte |
| --- | -------- | --- | - | - | - | ------- | ----- | ------ |
| 1.  | Dänemark | 4   | 2 | 1 | 1 | 010:500 | +5    | 05     |
| 2.  | Polen    | 4   | 2 | 0 | 2 | 007:100 | −3    | 04     |
| 3.  | Schweden | 4   | 1 | 1 | 2 | 006:800 | −2    | 03     |

Spielergebnisse
| 28. Oktober 1976 | Dänemark | – | Schweden | 2:0 |
| 30. April 1977   | Dänemark | – | Polen    | 6:2 |
| 18. Mai 1977     | Schweden | – | Polen    | 2:0 |

### Gruppe 2
Tabelle
| Pl. | Land      | Sp. | S | U | N | Tore    | Diff. | Punkte |
| --- | --------- | --- | - | - | - | ------- | ----- | ------ |
| 1.  | Italien   | 4   | 3 | 0 | 1 | 013:300 | +10   | 06     |
| 2.  | Portugal  | 4   | 3 | 0 | 1 | 007:500 | +2    | 06     |
| 3.  | Luxemburg | 4   | 0 | 0 | 4 | 002:140 | −12   | 0      |

Spielergebnisse
| 28. November 1976 | Luxemburg | – | Portugal  | 1:2 |
| 23. Dezember 1976 | Portugal  | – | Italien   | 1:0 |
| 9. Februar 1977   | Italien   | – | Luxemburg | 4:0 |

### Gruppe 3
Tabelle
| Pl. | Land       | Sp. | S | U | N | Tore    | Diff. | Punkte |
| --- | ---------- | --- | - | - | - | ------- | ----- | ------ |
| 1.  | DDR        | 4   | 3 | 1 | 0 | 013:300 | +10   | 07     |
| 2.  | Türkei     | 4   | 1 | 2 | 1 | 005:800 | −3    | 04     |
| 3.  | Österreich | 4   | 0 | 1 | 3 | 005:120 | −7    | 01     |

Spielergebnisse
| 16. November 1976  | Türkei     | – | DDR    | 1:1 |
| 17. April 1977     | Österreich | – | Türkei | 2:2 |
| 24. September 1977 | Österreich | – | DDR    | 1:6 |

### Gruppe 4
Tabelle
| Pl. | Land       | Sp. | S | U | N | Tore    | Diff. | Punkte |
| --- | ---------- | --- | - | - | - | ------- | ----- | ------ |
| 1.  | Bulgarien  | 4   | 4 | 0 | 0 | 005:100 | +4    | 08     |
| 2.  | Belgien    | 4   | 1 | 1 | 2 | 003:400 | −1    | 03     |
| 3.  | Frankreich | 4   | 0 | 1 | 3 | 003:600 | −3    | 01     |

Spielergebnisse
| 3. September 1976 | Frankreich | – | Belgien    | 1:1 |
| 10. Oktober 1976  | Frankreich | – | Bulgarien  | 0:1 |
| 29. März 1977     | Belgien    | – | Frankreich | 2:1 |

### Gruppe 5
Tabelle
| Pl. | Land     | Sp. | S | U | N | Tore    | Diff. | Punkte |
| --- | -------- | --- | - | - | - | ------- | ----- | ------ |
| 1.  | England  | 4   | 4 | 0 | 0 | 017:200 | +15   | 08     |
| 2.  | Norwegen | 4   | 2 | 0 | 2 | 006:900 | −3    | 04     |
| 3.  | Finnland | 4   | 0 | 0 | 4 | 002:140 | −12   | 0      |

Spielergebnisse
| 27. Oktober 1976 | Finnland | – | Norwegen | 1:4 |
| 26. Mai 1977     | Finnland | – | England  | 0:1 |
| 1. Juni 1977     | Norwegen | – | England  | 1:2 |

### Gruppe 6
Tabelle
| Pl. | Land             | Sp. | S | U | N | Tore    | Diff. | Punkte |
| --- | ---------------- | --- | - | - | - | ------- | ----- | ------ |
| 1.  | Tschechoslowakei | 4   | 2 | 1 | 1 | 007:200 | +5    | 05     |
| 2.  | Schottland       | 4   | 2 | 1 | 1 | 005:400 | +1    | 05     |
| 3.  | Schweiz          | 4   | 1 | 0 | 3 | 003:900 | −6    | 02     |

Spielergebnisse
| 12. Oktober 1976 | Tschechoslowakei | – | Schottland | 0:0 |
| 30. März 1977    | Schweiz          | – | Schottland | 2:0 |
| 24. Mai 1977     | Tschechoslowakei | – | Schweiz    | 4:0 |

### Gruppe 7
Tabelle
| Pl. | Land        | Sp. | S | U | N | Tore    | Diff. | Punkte |
| --- | ----------- | --- | - | - | - | ------- | ----- | ------ |
| 1.  | Jugoslawien | 4   | 3 | 0 | 1 | 009:300 | +6    | 06     |
| 2.  | Spanien     | 4   | 2 | 0 | 2 | 005:800 | −3    | 04     |
| 3.  | Rumänien    | 4   | 1 | 0 | 3 | 005:800 | −3    | 02     |

Spielergebnisse
| 9. Oktober 1976 | Jugoslawien | – | Spanien     | 4:1 |
| 17. April 1977  | Spanien     | – | Rumänien    | 3:0 |
| 8. Mai 1977     | Rumänien    | – | Jugoslawien | 1:3 |

### Gruppe 8
Tabelle
| Pl. | Land         | Sp. | S | U | N | Tore    | Diff. | Punkte |
| --- | ------------ | --- | - | - | - | ------- | ----- | ------ |
| 1.  | Ungarn       | 4   | 2 | 2 | 0 | 009:100 | +8    | 06     |
| 2.  | Sowjetunion  | 4   | 2 | 1 | 1 | 005:100 | +4    | 05     |
| 3.  | Griechenland | 4   | 0 | 1 | 3 | 001:130 | −12   | 01     |

Spielergebnisse
| 9. Oktober 1976 | Ungarn       | – | Griechenland | 7:0 |
| 24. April 1977  | Griechenland | – | Sowjetunion  | 0:2 |
| 29. April 1977  | Sowjetunion  | – | Ungarn       | 0:0 |

## Finalrunde

### Viertelfinale
Für das Viertelfinale waren die acht Gruppensieger qualifiziert.
| Datum                                        |                  | Ergebnis |                  | Ort        |
| -------------------------------------------- | ---------------- | -------- | ---------------- | ---------- |
| 8. März 1978                                 | England          | 2:1      | Italien          | Manchester |
| Tore: Tony Woodcock (2) – Bagni              |                  |          |                  |            |
| 5. April 1978                                | Italien          | 0:0      | England          | Rom        |
| Gesamt:                                      | England          | 2:1      | Italien          |            |
|                                              |                  |          |                  |            |
| 22. März 1978                                | Tschechoslowakei | 3:1      | DDR              | Budweis    |
| Tore: Fiala, Samek, Herda; Kühn              |                  |          |                  |            |
| 5. April 1978                                | DDR              | 5:2      | Tschechoslowakei | Halle      |
| Tore: Raab (2), Kotte (2), Kühn; Janecka (2) |                  |          |                  |            |
| Gesamt:                                      | Tschechoslowakei | 5:6      | DDR              |            |
|                                              |                  |          |                  |            |
| 22. März 1978                                | Jugoslawien      | 0:1      | Ungarn           | Maribor    |
| Tor: ?                                       |                  |          |                  |            |
| 5. April 1978                                | Ungarn           | 0:2      | Jugoslawien      | Békéscsaba |
| Tore: ?                                      |                  |          |                  |            |
| Gesamt:                                      | Jugoslawien      | 2:1      | Ungarn           |            |
|                                              |                  |          |                  |            |
| 23. März 1978                                | Dänemark         | 4:1      | Bulgarien        | Kopenhagen |
| Tore: ?                                      |                  |          |                  |            |
| 5. April 1978                                | Bulgarien        | 3:0      | Dänemark         | Sofia      |
| Tore: ?                                      |                  |          |                  |            |
| Gesamt:                                      | Dänemark         | 4:1      | Bulgarien        |            |

### Halbfinale
| Datum                        |             | Ergebnis |             | Ort        |
| ---------------------------- | ----------- | -------- | ----------- | ---------- |
| 19. April 1978               | Bulgarien   | 2:1      | DDR         | Sofia      |
| Tore: ?                      |             |          |             |            |
| 26. April 1978               | DDR         | 3:1      | Bulgarien   | Halle      |
| Tore: ?                      |             |          |             |            |
| Gesamt:                      | Bulgarien   | 2:1      | DDR         |            |
|                              |             |          |             |            |
| 19. April 1978               | Jugoslawien | 2:1      | England     | Novi Sad   |
| Tore: Halilhodžić (2) – King |             |          |             |            |
| 2. Mai 1978                  | England     | 1:1      | Jugoslawien | Manchester |
| Tore: Sims – Halilhodžić     |             |          |             |            |
| Gesamt:                      | Jugoslawien | 2:1      | England     |            |

### Finale
|     | Gesamt |             | Hinspiel  | Rückspiel |
| --- | ------ | ----------- | --------- | --------- |
| DDR | 4:5    | Jugoslawien | 0:1 (0:0) | 4:4 (4:3) |

#### Hinspiel
| DDR                                                 | DDR | Jugoslawien | Jugoslawien |
| --------------------------------------------------- | --- | --- | ----------- |
| DDR                                                 | \| 17. Mai 1978 in Halle (Saale) (Kurt-Wabbel-Stadion) \| \| Ergebnis: 0:1 (0:0) \| \| Zuschauer: 18.000 \| \| Schiedsrichter: Konrath ( Frankreich) \|                                                  | \| 17. Mai 1978 in Halle (Saale) (Kurt-Wabbel-Stadion) \| \| Ergebnis: 0:1 (0:0) \| \| Zuschauer: 18.000 \| \| Schiedsrichter: Konrath ( Frankreich) \|                         | Jugoslawien |
| DDR                                                 | Dirk Heyne – Lothar Hause (63. Burkhard Pingel), Gert Brauer, Frank Uhlig, Andreas Roth – Gerd Weber, Frank Terletzki – Lutz Eigendorf (70. Michael Mischinger), Dieter Riedel, Peter Kotte, Dieter Kühn | Stojanovic – Nenad Stojković, Vujkov, Srećko Bogdan, Hrstic – Zlatko Krmpotić, Bosnjak (46. Savic), Klincarski – Velimir Zajec, Vahid Halilhodžić, Desnica (83. Blaž Slišković) | Jugoslawien |
| DDR                                                 | 0:1 Vahid Halilhodžić (54.) | | Jugoslawien |
| 17. Mai 1978 in Halle (Saale) (Kurt-Wabbel-Stadion) | | |             |
| Ergebnis: 0:1 (0:0)                                 | | |             |
| Zuschauer: 18.000                                   | | |             |
| Schiedsrichter: Konrath ( Frankreich)               | | |             |

#### Rückspiel
| Jugoslawien                                | Jugoslawien | DDR | DDR |
| ------------------------------------------ | --- | --- | --- |
| Jugoslawien                                | \| 31. Mai 1978 in Mostar \| \| Ergebnis: 4:4 (3:4) \| \| Zuschauer: 30.000 \| \| Schiedsrichter: Franz Wöhrer ( Österreich) \|                                                   | \| 31. Mai 1978 in Mostar \| \| Ergebnis: 4:4 (3:4) \| \| Zuschauer: 30.000 \| \| Schiedsrichter: Franz Wöhrer ( Österreich) \|                                                                               | DDR |
| Jugoslawien                                | Stojanovic – Nenad Stojković, Zlatko Krmpotić, Srećko Bogdan, Obradovic – Velimir Zajec, Bosnjak (46. Starcevic), Klincarski (41. Verlasevic) – Savic, Vahid Halilhodžić, Desnica | Dirk Heyne – Lothar Hause, Gert Brauer (46. Burkhard Pingel), Frank Uhlig, Andreas Roth – Rüdiger Schnuphase, Gerd Weber – Lutz Eigendorf (72. Thomas Töpfer), Hans-Jürgen Riediger, Peter Kotte, Dieter Kühn | DDR |
| Jugoslawien                                | 1:1 Vahid Halilhodžić (9.) 2:3 Vahid Halilhodžić (15.) 3:4 Vahid Halilhodžić (36.) 4:4 Srećko Bogdan (51.)                                                                        | 0:1 Peter Kotte (2.) 1:2 Dieter Kühn (10.) 1:3 Hans-Jürgen Riediger (14.) 2:4 Dieter Kühn (31.) | DDR |
| 31. Mai 1978 in Mostar                     | | |     |
| Ergebnis: 4:4 (3:4)                        | | |     |
| Zuschauer: 30.000                          | | |     |
| Schiedsrichter: Franz Wöhrer ( Österreich) | | |     |

## Beste Torschützen
| Platz | Spieler              | Tore |
| ----- | -------------------- | ---- |
| 1     | Vahid Halilhodžić    | 6    |
| 2     | Peter Kotte          | 4    |
|       | Dieter Kühn          | 4    |
| 4     | Preben Elkjær Larsen | 3    |